# Villarrasa
Villarrasa là một đô thị ở tỉnh Huelva, Tây Ban Nha. Theo điều tra dân số năm 2005, đô thị này có dân số là 2095 người và diện tích là 72km² (mật độ 29.1 km²).